# Cultura Wadi Suq

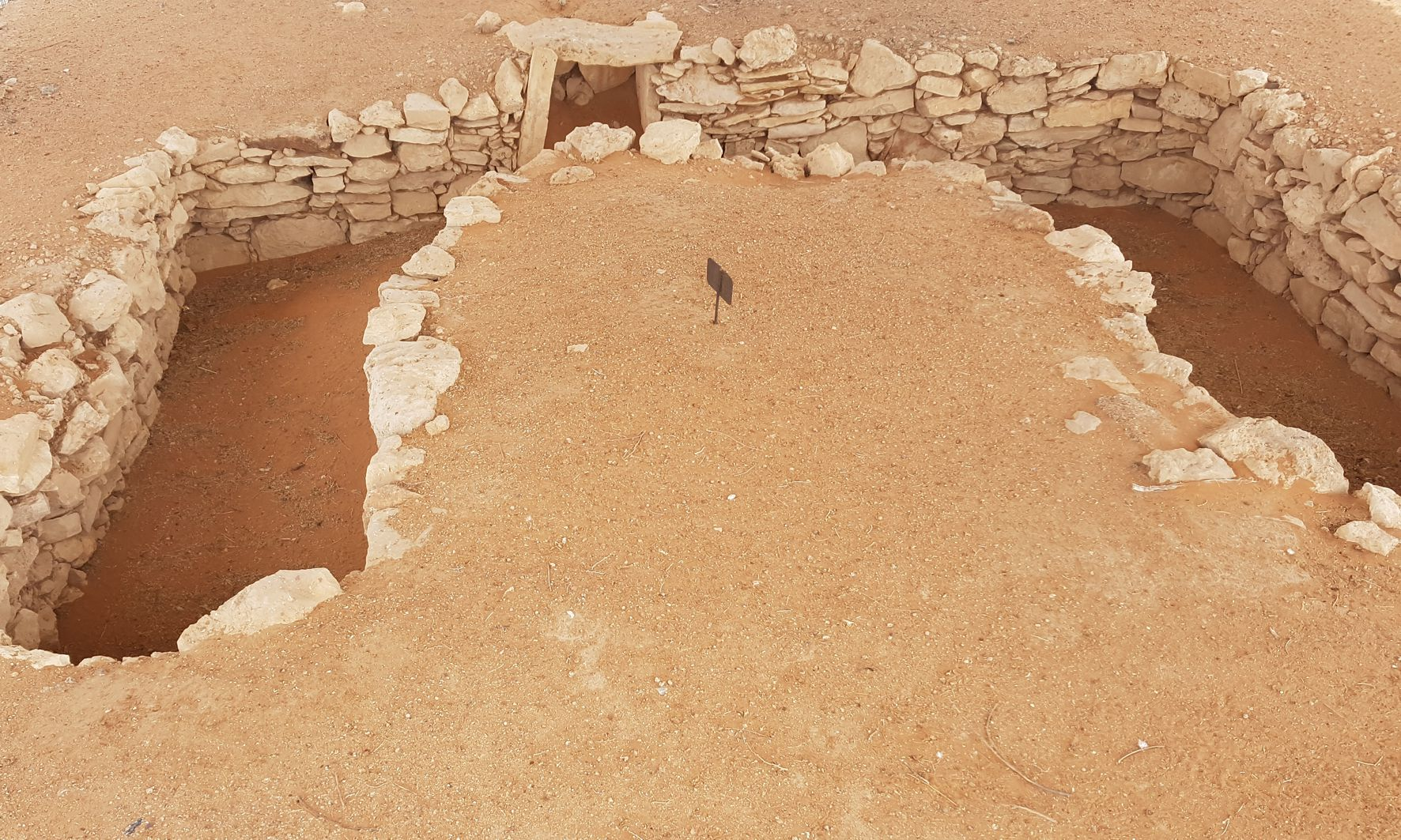
Sepoltura di Wadi Suq a Jebel Al-Buhais

La cultura di Wadi Suq definisce l'insediamento umano negli Emirati Arabi Uniti e in Oman nel periodo dal 2000 al 1300 a.C. Prende il nome da un wadi, o via navigabile, a ovest di Sohar in Oman e segue la cultura di Umm al-Nar. Sebbene gli archeologi abbiano tradizionalmente la tendenza a vedere le differenze negli insediamenti umani e le sepolture tra i periodi di Umm Al Nar e Wadi Suq come il risultato di importanti perturbazioni esterne (i cambiamenti climatici, il crollo del commercio o la minaccia di guerra), l'opinione contemporanea si è spostata verso un graduale cambiamento nella società umana incentrato su approcci più sofisticati alla zootecnia, nonché cambiamenti negli ambienti commerciali e sociali circostanti.

## Storia

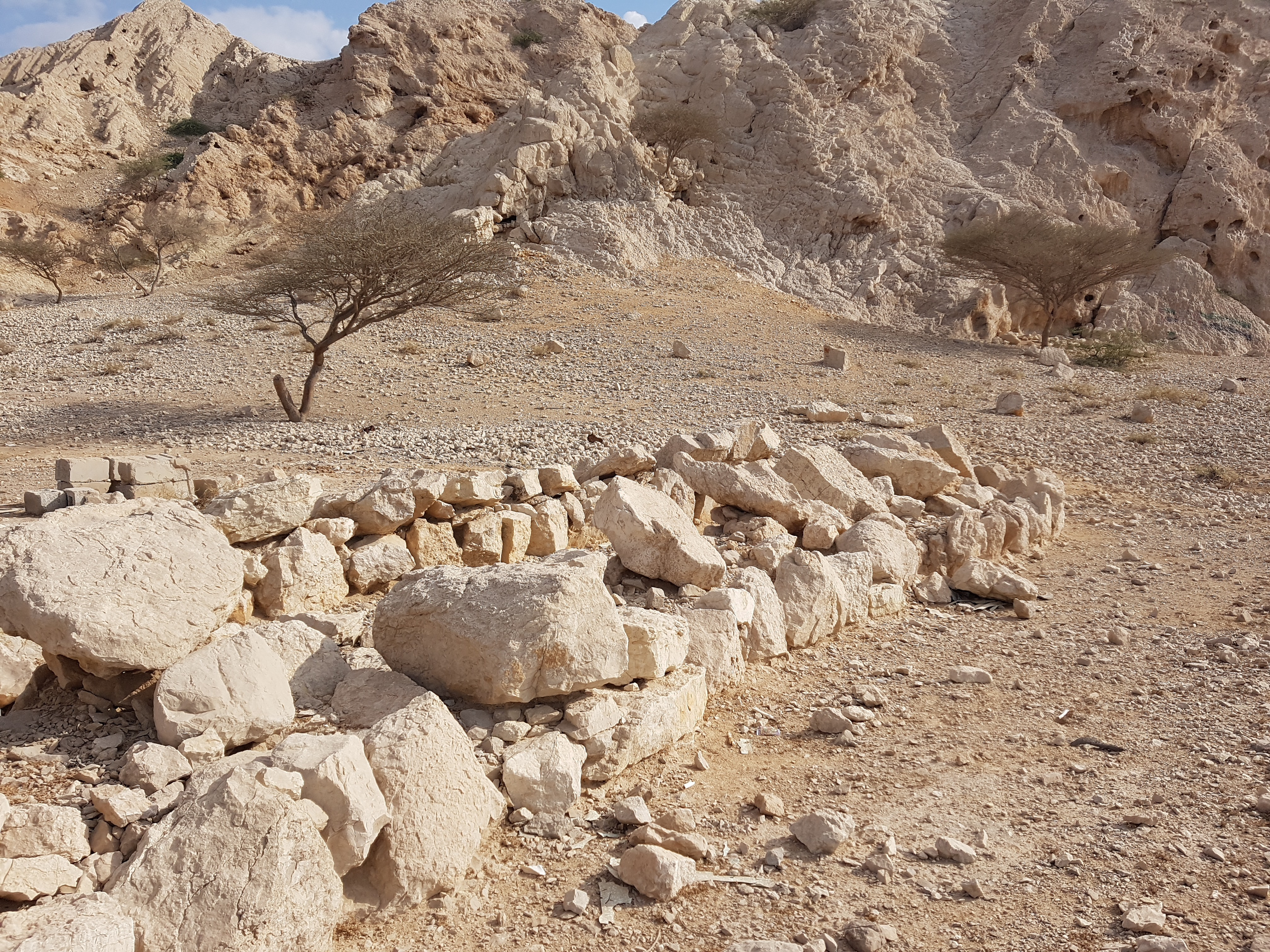
Sepoltura di Wadi Suq a Shimal, vicino a Ras Al Khaimah

Si pensa che la transizione tra Umm Al Nar e Wadi Suq abbia richiesto circa 200 anni e più, con reperti nell'importante sito Wadi Suq di Tell Abraq nella moderna Umm Al Qawain  che mostrano prove della continuità delle sepolture di Umm al-Nar. Le prove di una maggiore mobilità della popolazione indicano un graduale cambiamento nelle abitudini umane piuttosto che un improvviso cambiamento e importanti siti dell'era Wadi Suq come Tell Abraq, Ed Dur, Seih Al Harf, Shimal e Kalba mostrano una crescente raffinatezza di articoli di bronzo e rame con collegamenti commerciali sia ad est con la valle dell'Indo che a ovest con la Mesopotamia. Le ceramiche dell'era Wadi Suq sono anche considerate più raffinate, con reperti di oggetti con dipinti comuni, e lo sviluppo di vasi in pietra tenera.
Gli studi sui resti umani del periodo indicano un processo di aridificazione nel corso dei secoli contigui tra i periodi di Umm Al Nar e Wadi Suq (l'evento climatico 4,2 ka BP), ma non supportano un movimento improvviso o cataclismico o un cambiamento sociale piuttosto che un graduale cambiamento nella cultura.
Il popolo del Wadi Suq non solo addomesticava i cammelli, ma ci sono prove che piantarono anche raccolti di grano, orzo e datteri. Un passaggio graduale dagli insediamenti costieri a quelli interni ha avuto luogo durante questo periodo.

## Sepolture
Alcune delle prove più evidenti del cambiamento delle abitudini e della società umane dopo il periodo di Umm Al Nar si trovano nelle sepolture del popolo Wadi Suq, in particolare a Shimal a Ras Al Khaimah dove si trovano oltre 250 siti di sepoltura. In alcuni casi, per costruire le tombe Wadi Suq sono state usate pietre tagliate dalle sepolture di Umm Al Nar. Le sepolture del Wadi Suq sono lunghe camere inserite lateralmente e molte sono state trovate e usate per le successive sepolture. Sebbene Shimal abbia le più vaste sepolture del Wadi Suq, negli Emirati Arabi Uniti e in Oman si trovano siti di sepoltura che variano da semplici tumuli a strutture sofisticate.
L'importante luogo di sepoltura di Jebel Buhais, il più antico luogo di sepoltura datato radiometricamente negli Emirati Arabi Uniti, è una vasta necropoli, costituita da siti di sepoltura che attraversano le epoche dell'insediamento umano: pietra, ferro, bronzo e periodo ellenistico negli Emirati Arabi Uniti. La vasta area delle sepolture presenta una serie di importanti tombe di Wadi Suq, tra cui un'unica camera di sepoltura a forma di trifoglio, ma non ha prove di sepolture dell'epoca di Umm Al Nar, sebbene esistano sepolture che rappresentano le epoche successive, incluso il periodo ellenistico. La tomba del periodo Wadi Suq a forma di trifoglio a Jebel Buhais, BHS 66 si erge come un pezzo unico di architettura funeraria negli Emirati Arabi Uniti.

## Manufatti

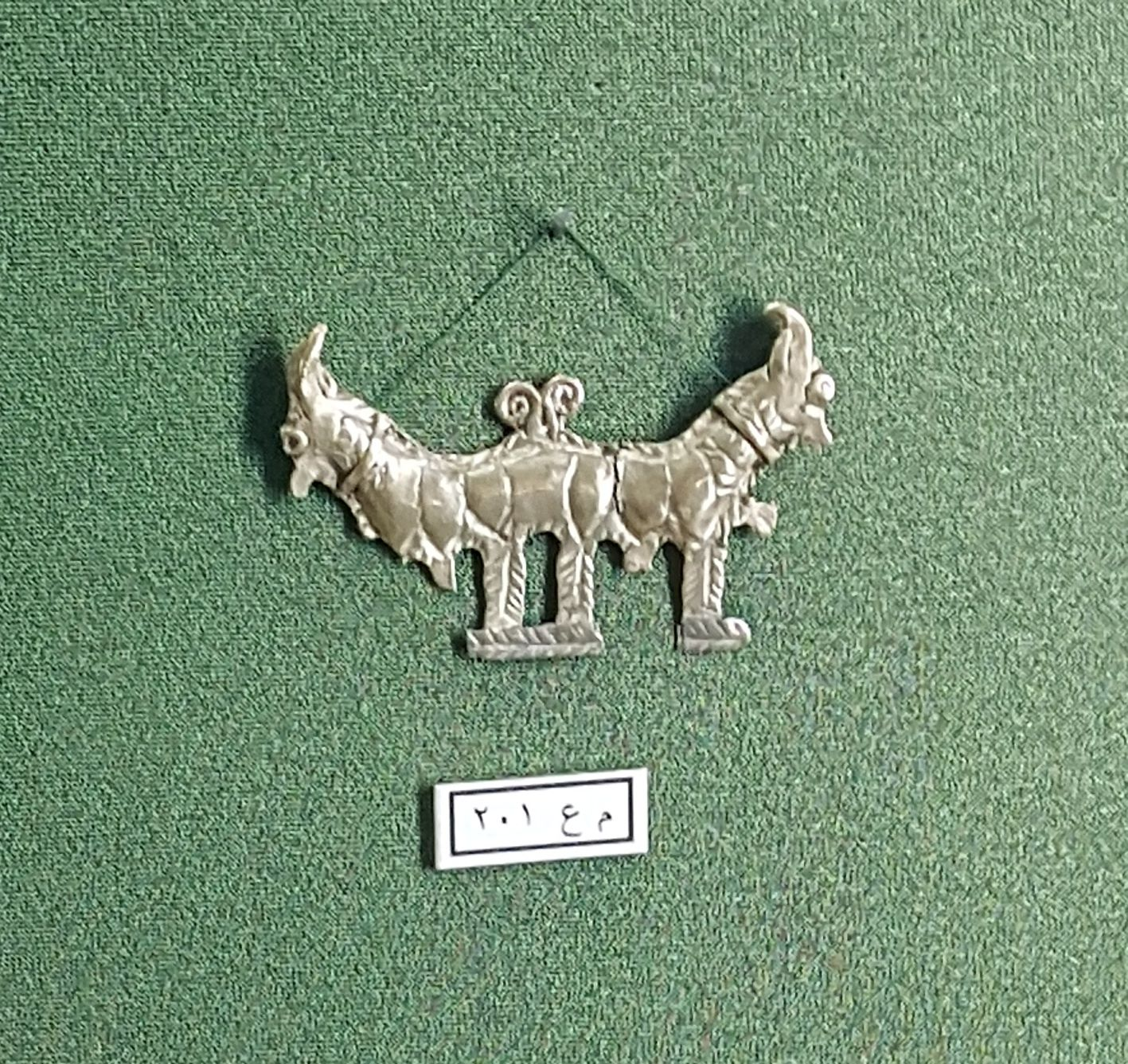
Placca in lega di Wadi Suq, trovata nell'Oasi di Qattara.

Le armi dell'era Wadi Suq mostrano un notevole aumento della raffinatezza, con un'esplosione nella metallurgia che si verifica nella regione. Sono state trovate numerose tombe con centinaia di armi e altri manufatti metallici e lunghe spade, archi e frecce diventate le armi predominanti. Le lunghe spade trovate a Qattara, Qidfa, Qusais e Bidaa bint Saud sono a doppio taglio ed elsa. Delle lance leggere segnavano anche le armi del tempo. Molte di queste armi erano in bronzo. Una tomba scavata a Shimal non aveva non meno di 18 punte di freccia in bronzo.
Un'altra industria a crescita esplosiva nell'era del Wadi Suq fu la produzione di barche in pietra tenera. Mentre nella precedente era di Umm al-Nar, questi erano distintamente decorati con cerchi punteggiati, ora acquisiscono modelli incisi di linee e se ne trovano a profusione.
La ricchezza relativa e la crescente raffinatezza metallurgica del popolo Wadi Suq sono mostrate da reperti di gioielli, tra cui placche d'oro raffiguranti animali. Sono stati dimostrati i collegamenti in corso con Dilmun e la valle dell'Indo.